# Дикая киска
«Дикая киска» (исп. Joven y alocada) — чилийский комедийно-драматический фильм 2012 года. Первый полнометражный фильм чилийского режиссёра Мариали Ривас. Фильм основан на реальных событиях, за его основу взята история чилийской девушки-блогера Камилы Гутиеррез. Сама Камила была одним из соавторов сценария.

## Сюжет
Даниэла Рамирес — 17-летняя девочка-подросток из религиозной семьи. Её отец и мать, ревностные евангельские христиане, а дядя является пастором этой церкви. Даниэла переживает внутренний конфликт из-за чрезмерной религиозности своей семьи и собственным сильным влечением к сексу. Из родственников она может нормально общаться только с тётей Исабель, которая имеет более свободные взгляды на жизнь. На Блоггере Даниэла ведёт блог под названием «Дикая киска», где делится своими мыслями и рассказывает о своих сексуальных приключениях.
За месяц до выпускных экзаменов Даниэлу исключают из религиозной школы, в которой она учится, за совращение одноклассника и секс до брака. Мать принимает решение отправить дочь в миссионерское плавание по соседним странам с членами их церкви. В конце концов, все сходятся на том, что Даниэла пойдёт работать на религиозный телеканал. Там она знакомится с Томасом, которого называет «Фомой», и Антонией. Даниэла начинает встречаться с Томасом и знакомит его со своими родителями. В то же время ей не удаётся склонить его к сексу, так как религиозный Томас отказывается заниматься подобными вещами до брака. С другой стороны у Даниэлы начинаются тайные интимные отношения с Антонией, а через некоторое время к регулярному сексу она переходит и в отношениях с Томасом. Сексуальное влечение одновременно к двум людям, да к тому же разных полов, окончательно запутывает Даниэлу. Она решает, что ей настала пора креститься. Евангельские христиане проходят обряд крещения не в младенческом возрасте, а во взрослом, когда считают, что уже готовы к этому. Обо всём этом она подробно пишет в своём блоге.
Семья приятно удивлена решением Даниэлы пройти обряд крещения. Тётя предлагает креститься в море. В это время Томас узнаёт о блоге «Дикая киска». Там он читает про себя и про отношения Даниэлы с Антонией. Ошарашенный Томас уходит от Даниэлы. Умирает тётя Исабель, которая последние годы была неизлечимо больна раком. Таким образом, Даниэла теряет единственного родного человека, с которым находила общий язык. Теперь Даниэла остаётся одна, наедине со своими неразрешёнными проблемами.

## В ролях
- Алисия Родригес — Даниэла Рамирес[2]
- Фелипе Пинто — Томас «Фома»
- Мария Грасия Оменя — Антония
- Алина Кюппенхейм — мама Тереза Рамирес
- Алехандро Гойк — папа Раймундо Рамирес
- Ингрид Исенси — тётя Исабель
- Пабло Крёг — Хосуэ
- Андреа Гарсия-Уидобро — сестра Хулия Рамирес
- Эрнан Лакалль — дядя, пастор Симон Рамирес
- Камила Иране — Барбара «Барбадж»
- Томаш де Пабло — Кристобаль Рамирес
- Мойра Миллер — Патрисия
- Луис Ньекко — респондент
- Каталина Сааведра — женщина, обретшая веру
- Хавьера Мена — камео

## Рецензии и награды
Фильм получил смешанные отзывы от критиков. В The New York Times фильм назвали «вымученным и скучным». В The Hollywood Reporter отметили, что хотя это и избитая тема, когда религия пытается держать под строгим контролем добрачный секс, но посмотреть этот фильм может быть интересно хотя бы из-за места действия. Положительно о фильме отозвались в журнале Variety.
В 2012 году фильм получил «Приз за лучший киносценарий неамериканского драматического фильма» на кинофестивале «Сандэнс». В этом же году фильм получил «Приз лучшей актрисе» (Алисия Родригес) на Фестивале иберо-американского кино в Уэльве и «Приз Себастьяна» на Кинофестивале в Сан-Себастьяне.